# Молюхів Бугор
Молю́хів Буго́р — відома археологічна пам'ятка України і Східної Європи доби неоліту (др. пол.V — пер. пол. IV тис. до н. е.) та енеоліту (др. пол. IV — пер. пол.. III тис. до н. е.). Поселення розташоване на давній піщаній дюні в заплаві Тясмину на північ від села Новоселиця Чигиринського району Черкаської області.

## Дослідження
Молюхів Бугор — це комплексна пам'ятка, до складу якої входять поселення та ґрунтовий могильник. Перші відомості про поселення були отримані в 1950 році під час археологічної розвідки заплави річки Тясмин відомим українським археологом Олексієм Івановичем Тереножкіним. У 1955—1956 роках поселення досліджувалось іншим відомим археологом Валентином Миколайовичем Даниленком, а з 1992 року розкопується Тетяною Миколаївною Нераденко.
У ході досліджень Молюхова Бугра протягом 1992—2011 років розкопано 1200 м² площі давнього поселення, знайдено понад 115 тисяч археологічних знахідок. Серед них фрагменти різночасової кераміки, крем'яний інвентар, кам'яні знахідки, вироби з рогу та кістки, мідні предмети. Кількісний склад основних категорій археологічного матеріалу з Молюхова Бугра виглядає таким чином: фрагменти кераміки — 19166, крем'яний інвентар — 11944, кам'яні знахідки — 2811, вироби з кістки та рогу — 62, мідні предмети.

## Молюховобугорська група пам'яток
Виділена завдяки специфіці її керамічного комплексу: велика кількість плоскодонного посуду, переважання посудин з плавними плечиками, переважання в орнаментації коротких відбитків гусеничного візерунку у вигляді горизонтальних та вертикальних рядів, ялинки, зигзагу, смуг.
За основною домішкою до глини, енеолітичний посуд Молюхова Бугра відноситься до так званого «черепашкового посуду», тобто кераміки, в яку для міцності додавали домішки дрібнотовчених черепашок «уніо».
Серед фрагментів кераміки на поселенні знайдені також рештки трипільського посуду, які підтверджують зв'язки мешканців поселення з трипільцями. Керамічні знахідки з Молюхового Бугра мають неабияке значення для створення загальної картини розвитку середньостогівської культурно-історичної спільності України доби енеоліту.